# 虎の行動
『虎の行動』（Action of the Tiger）は、1957年のアメリカ合衆国の映画。テレンス・ヤングが監督し、ヴァン・ジョンソンとマルティーヌ・キャロルが主演したイングランド系アメリカ人によるアクション映画。助演のショーン・コネリーは後に、映画『007シリーズ』で監督のテレンスと再会することとなった。
原題は、ウィリアム・シェイクスピアの劇『ヘンリー五世』に由来する。

## キャスト
| 役名             | 俳優                   | 日本語吹替                          |
| 役名             | 俳優                   | TBS版                               |
| ---------------- | ---------------------- | ----------------------------------- |
| カーソン         | ヴァン・ジョンソン     | 家弓家正                            |
| トレーシー       | マルティーヌ・キャロル | 北浜晴子                            |
| トリフォン       | ハーバート・ロム       | 寺島幹夫                            |
| アンリ           | グスタボ・ロホ         | 嶋俊介                              |
| コル・ステニョ   | ホセ・ニエト           | 仁内達之                            |
| 伯爵夫人         | ヘレン・ヘイ           |                                     |
| マラ             | アンナ・ガーバー       |                                     |
| 警備員           | アンソニー・ドーソン   |                                     |
| マイク           | ショーン・コネリー     | 渡部猛                              |
| 不明 その他      | N/A                    | 山本嘉子 田中康郎 上田敏也          |
| 日本語版スタッフ |                        |                                     |
| 演出             |                        |                                     |
| 翻訳             |                        |                                     |
| 効果             |                        |                                     |
| 調整             |                        |                                     |
| 制作             |                        |                                     |
| 解説             | 解説                   | 荻昌弘                              |
| 初回放送         | 初回放送               | 1971年10月25日 『月曜ロードショー』 |